# Миттельшпиль (рассказ)
«Миттельшпиль» — рассказ российского писателя Виктора Пелевина, опубликованный в 1991 году в составе сборника «Синий фонарь».

## Сюжет
В рассказе «Миттельшпиль», как и во многих других произведениях Виктора Пелевина, раскрывается тема границы двух миров. Действие рассказа происходит на границе эпох, при переходе от советской власти к новой демократии. Героиня рассказа, валютная проститутка Люся, ищет клиентов в дорогих гостиницах «Националь», «Интурист» и «Москва». Она знакомится со своей коллегой Нелли, хотя и припоминает, что где-то видела её много раз. Их решают подвезти домой двое морских офицеров на зелёном «пазике». По дороге моряки пытаются убить проституток, однако Нелли и Люся дают им отпор и благополучно добираются до дома.
Далее следует характерный для произведений Пелевина неожиданный комический финал. Оказывается, что и Нелли и Люся, чтобы приспособиться к новой эпохе, сменили не только профессию, но и пол. Нелли раньше была Василием Цыруком, служившим секретарём комсомола. Люся же была Антоном Павловым, его заместителем по оргработе. Морские офицеры Валера и Вадим также оказываются бывшими женщинами — сёстрами Варей и Тамарой.
Несмотря на произошедшие с героями физические изменения, образ их мышления остаётся старым, советским. Любое напоминание о прошлой жизни вызывает у Люси ностальгию. Нелле же иногда кажется, что она продолжает идти по партийной линии. Нечто похожее испытывают и моряки.
Название «Миттельшпиль» можно перевести как «игра на середине». Герои рассказа живут на сломе эпох, и в их сознании идёт борьба советского и постсоветского миров. Они пытаются уничтожить в себе всё старое, но полностью это сделать не удаётся.